# Saint-Christoly-de-Blaye
Saint-Christoly-de-Blaye est une commune du Sud-Ouest de la France, située dans le département de la Gironde, en région Nouvelle-Aquitaine.
Ses habitants sont appelés les Saint-Christolyens.

## Géographie

### Localisation
Commune située dans le Blayais

### Communes limitrophes
Les communes limitrophes sont Saugon, Saint-Savin, Berson, Civrac-de-Blaye, Saint-Girons-d'Aiguevives, Saint-Vivien-de-Blaye et Teuillac.
|                           | Saugon                   |                 |
| Saint-Girons-d'Aiguevives | Saint-Christoly-de-Blaye | Saint-Savin     |
| Berson, Teuillac          | Saint-Vivien-de-Blaye    | Civrac-de-Blaye |

### Climat
Pour des articles plus généraux, voir Climat de la Nouvelle-Aquitaine et Climat de la Gironde.
Historiquement, la commune est exposée à un climat océanique aquitain.  
En 2020, Météo-France publie une typologie des climats de la France métropolitaine dans laquelle la commune est exposée à un climat océanique et est dans la région climatique  Aquitaine, Gascogne, caractérisée par une pluviométrie abondante au printemps, modérée en automne, un faible ensoleillement au printemps, un été chaud (19,5 °C), des vents faibles, des brouillards fréquents en automne et en hiver et des orages fréquents en été (15 à 20 jours).
Pour la période 1971-2000, la température annuelle moyenne est de 13,1 °C, avec une amplitude thermique annuelle de 14,5 °C. Le cumul annuel moyen de précipitations est de 909 mm, avec 12,4 jours de précipitations en janvier et 6,9 jours en juillet. Pour la période 1991-2020, la température moyenne annuelle observée sur la station météorologique la plus proche, située sur la commune de Saint-Savin à 5 km à vol d'oiseau, est de 13,9 °C et le cumul annuel moyen de précipitations est de 835,2 mm,. Pour l'avenir, les paramètres climatiques de la commune estimés pour 2050 selon différents scénarios d’émission de gaz à effet de serre sont consultables sur un site dédié publié par Météo-France en novembre 2022.

## Urbanisme

### Typologie
Au 1er janvier 2024, Saint-Christoly-de-Blaye est catégorisée commune rurale à habitat dispersé, selon la nouvelle grille communale de densité à sept niveaux définie par l'Insee en 2022.
Elle est située hors unité urbaine. Par ailleurs la commune fait partie de l'aire d'attraction de Bordeaux, dont elle est une commune de la couronne,. Cette aire, qui regroupe 275 communes, est catégorisée dans les aires de 700 000 habitants ou plus (hors Paris),.

### Occupation des sols

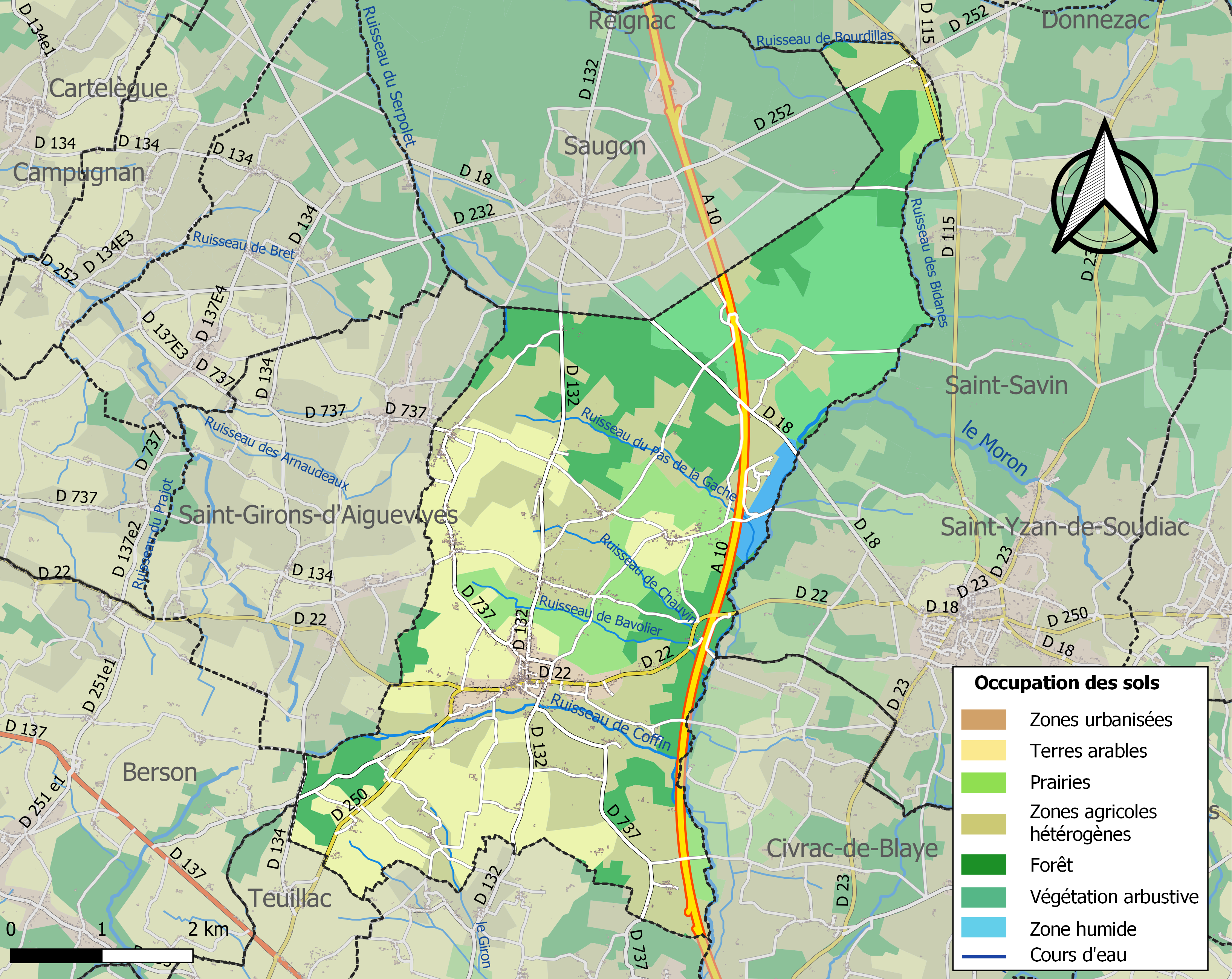
Carte des infrastructures et de l'occupation des sols de la commune en 2018 (CLC).

L'occupation des sols de la commune, telle qu'elle ressort de la base de données européenne d’occupation biophysique des sols Corine Land Cover (CLC), est marquée par l'importance des territoires agricoles (62,7 % en 2018), en diminution par rapport à 1990 (67,2 %). La répartition détaillée en 2018 est la suivante : 
zones agricoles hétérogènes (31,9 %), cultures permanentes (21,1 %), forêts (20,9 %), milieux à végétation arbustive et/ou herbacée (12,6 %), prairies (9,7 %), zones urbanisées (2,6 %), eaux continentales (1,1 %). L'évolution de l’occupation des sols de la commune et de ses infrastructures peut être observée sur les différentes représentations cartographiques du territoire : la carte de Cassini (XVIIIe siècle), la carte d'état-major (1820-1866) et les cartes ou photos aériennes de l'IGN pour la période actuelle (1950 à aujourd'hui).

### Risques majeurs
Le territoire de la commune de Saint-Christoly-de-Blaye est vulnérable à différents aléas naturels : météorologiques (tempête, orage, neige, grand froid, canicule ou sécheresse), feux de forêts, mouvements de terrains et séisme (sismicité faible). Il est également exposé à un risque technologique, le risque nucléaire. Un site publié par le BRGM permet d'évaluer simplement et rapidement les risques d'un bien localisé soit par son adresse soit par le numéro de sa parcelle.

#### Risques naturels
Saint-Christoly-de-Blaye est exposée au risque de feu de forêt. Depuis le 20 avril 2016, les départements de la Gironde, des Landes et de Lot-et-Garonne disposent d’un règlement interdépartemental de protection de la forêt contre les incendies. Ce règlement vise à mieux prévenir les incendies de forêt, à faciliter les interventions des services et à limiter les conséquences, que ce soit par le débroussaillement, la limitation de l’apport du feu ou la réglementation des activités en forêt. Il définit en particulier cinq niveaux de vigilance croissants auxquels sont associés différentes mesures,.
Les mouvements de terrains susceptibles de se produire sur la commune sont des tassements différentiels.

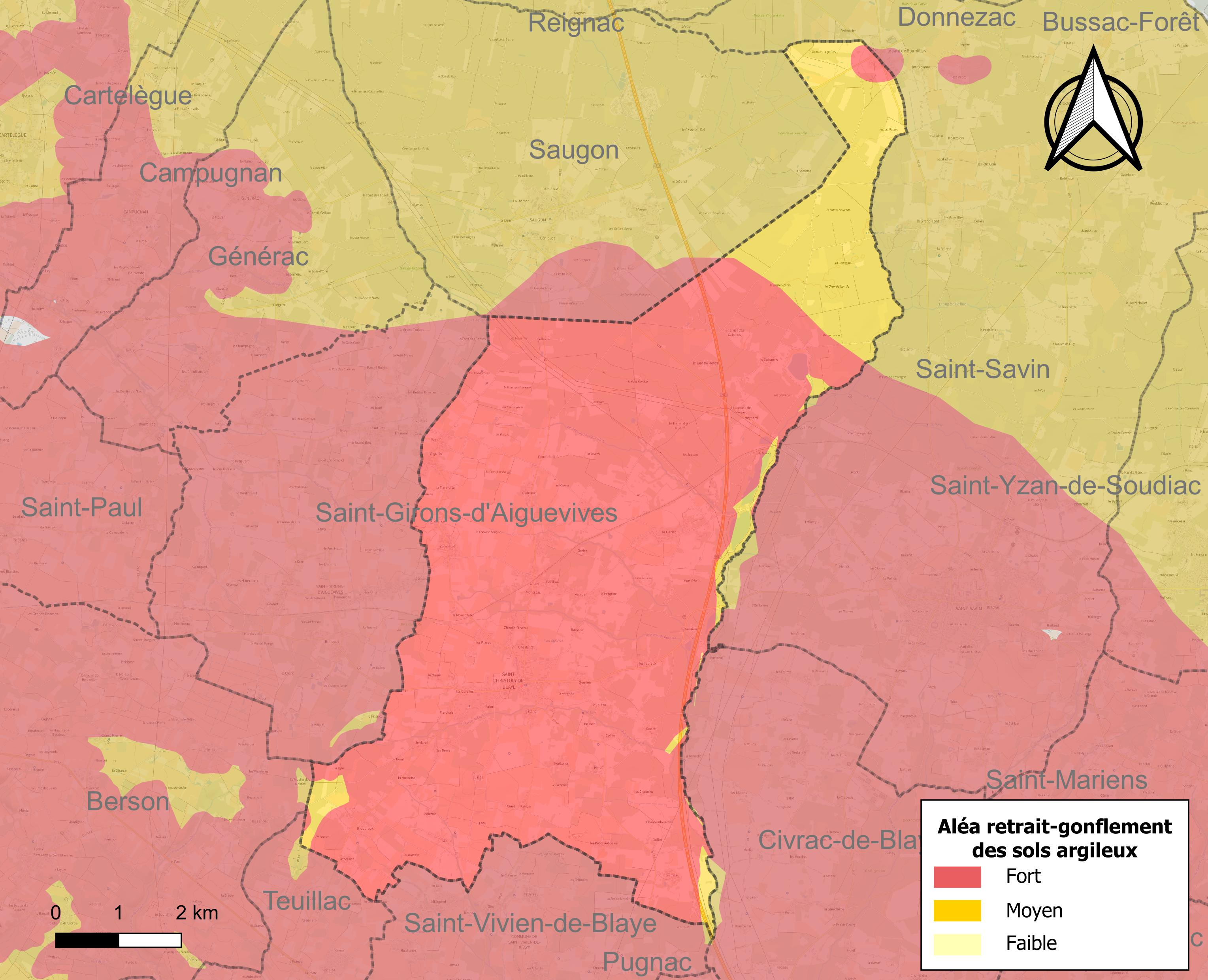
Carte des zones d'aléa retrait-gonflement des sols argileux de Saint-Christoly-de-Blaye.

Le retrait-gonflement des sols argileux est susceptible d'engendrer des dommages importants aux bâtiments en cas d’alternance de périodes de sécheresse et de pluie. La totalité de la commune est en aléa moyen ou fort (67,4 % au niveau départemental et 48,5 % au niveau national). Sur les 899 bâtiments dénombrés sur la commune en 2019, 899 sont en aléa moyen ou fort, soit 100 %, à comparer aux 84 % au niveau départemental et 54 % au niveau national. Une cartographie de l'exposition du territoire national au retrait gonflement des sols argileux est disponible sur le site du BRGM,.
La commune a été reconnue en état de catastrophe naturelle au titre des dommages causés par les inondations et coulées de boue survenues en 1982, 1983, 1988, 1993, 1999 et 2009, par la sécheresse en 1989, 2003, 2010, 2011 et 2012 et par des mouvements de terrain en 1983 et 1999.

#### Risques technologiques
La commune étant située totalement dans le périmètre du plan particulier d'intervention (PPI) de 20 km autour de la centrale nucléaire du Blayais, elle est exposée au risque nucléaire. En cas d'accident nucléaire, une alerte est donnée par différents médias (sirène, sms, radio, véhicules). Dès l'alerte, les personnes habitant dans le périmètre de 2 km se mettent à l'abri. Les personnes habitant dans le périmètre de 20 km peuvent être amenées, sur ordre du préfet, à évacuer et ingérer des comprimés d’iode stable,,.

## Politique et administration

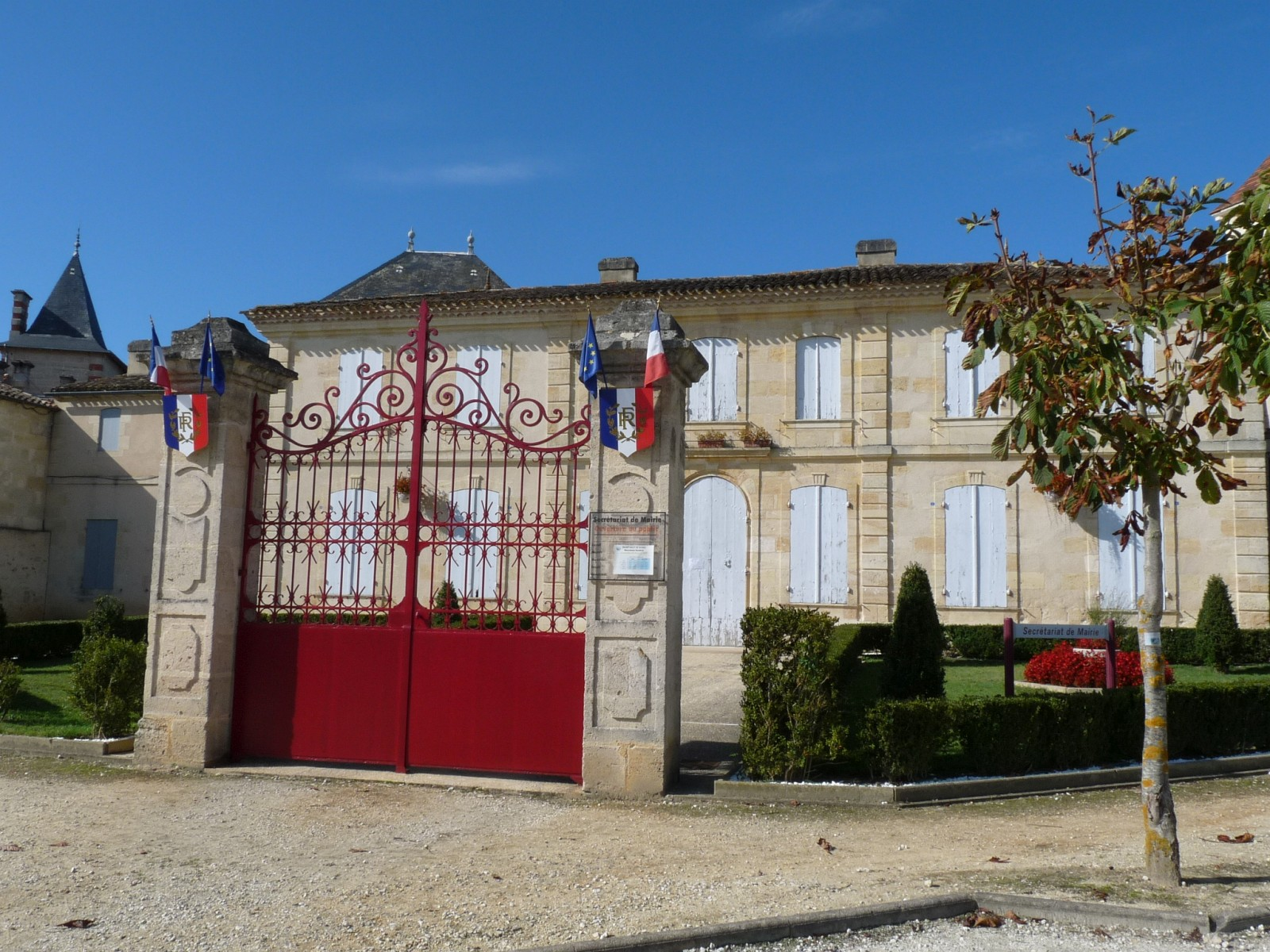
La mairie

| Période                                  | Période   | Identité         | Étiquette | Qualité |
| ---------------------------------------- | --------- | ---------------- | --------- | --- |
| mars 1971                                | mars 1977 | Geneviève Duviol |           | |
| mars 1977                                | mars 1983 | Gérard Bellue    | PS        | |
| mars 1983                                | mars 1989 | Geneviève Duviol |           | |
| mars 1989                                | juin 1995 | Robert Malineau  |           | |
| juin 1995                                | mars 2014 | Bernard Péraldi  | UMP       | Retraité Président de la CC du canton de Saint-Savin (2008 → 2014)                                                                           |
| mars 2014                                | En cours  | Murielle Picq    | DVD       | Accueillante familiale 1re vice-présidente de la CC de Blaye (2014 → ) Conseillère municipale (2001 → 2008), adjointe au maire (2008 → 2014) |
| Les données manquantes sont à compléter. |           |                  |           | |

### Jumelage
Saint-Christoly-De-Blaye est jumelée avec la commune de Saint-Christol dans l'Hérault (34) depuis le 4 juillet 2015.

## Démographie
L'évolution du nombre d'habitants est connue à travers les recensements de la population effectués dans la commune depuis 1793. Pour les communes de moins de 10 000 habitants, une enquête de recensement portant sur toute la population est réalisée tous les cinq ans, les populations de référence des années intermédiaires étant quant à elles estimées par interpolation ou extrapolation. Pour la commune, le premier recensement exhaustif entrant dans le cadre du nouveau dispositif a été réalisé en 2005.

En 2022, la commune comptait 1 889 habitants, en évolution de −4,74 % par rapport à 2016 (Gironde : +6,91 %, France hors Mayotte : +2,11 %).
| 1793  | 1800  | 1806  | 1821  | 1831  | 1836  | 1841  | 1846  | 1851  |
| ----- | ----- | ----- | ----- | ----- | ----- | ----- | ----- | ----- |
| 1 552 | 1 800 | 1 607 | 1 747 | 1 903 | 1 856 | 1 877 | 1 914 | 1 987 |

| 1856  | 1861  | 1866  | 1872  | 1876  | 1881  | 1886  | 1891  | 1896  |
| ----- | ----- | ----- | ----- | ----- | ----- | ----- | ----- | ----- |
| 1 922 | 1 933 | 1 850 | 1 929 | 1 877 | 1 819 | 1 814 | 1 695 | 1 785 |

| 1901  | 1906  | 1911  | 1921  | 1926  | 1931  | 1936  | 1946  | 1954  |
| ----- | ----- | ----- | ----- | ----- | ----- | ----- | ----- | ----- |
| 1 769 | 1 801 | 1 807 | 1 794 | 1 933 | 1 890 | 1 784 | 1 607 | 1 620 |

| 1962  | 1968  | 1975  | 1982  | 1990  | 1999  | 2005  | 2006  | 2010  |
| ----- | ----- | ----- | ----- | ----- | ----- | ----- | ----- | ----- |
| 1 616 | 1 621 | 1 687 | 1 733 | 1 765 | 1 771 | 1 843 | 1 836 | 1 947 |

| 2015  | 2020  | 2022  | - | - | - | - | - | - |
| ----- | ----- | ----- | - | - | - | - | - | - |
| 1 991 | 1 870 | 1 889 | - | - | - | - | - | - |

## Économie

### Commerces
De nombreux commerces occupent la place centrale du bourg.

## Équipements, services et vie locale
La commune possède un bureau de poste, une salle de spectacle (Théâtre Vox) et une école.

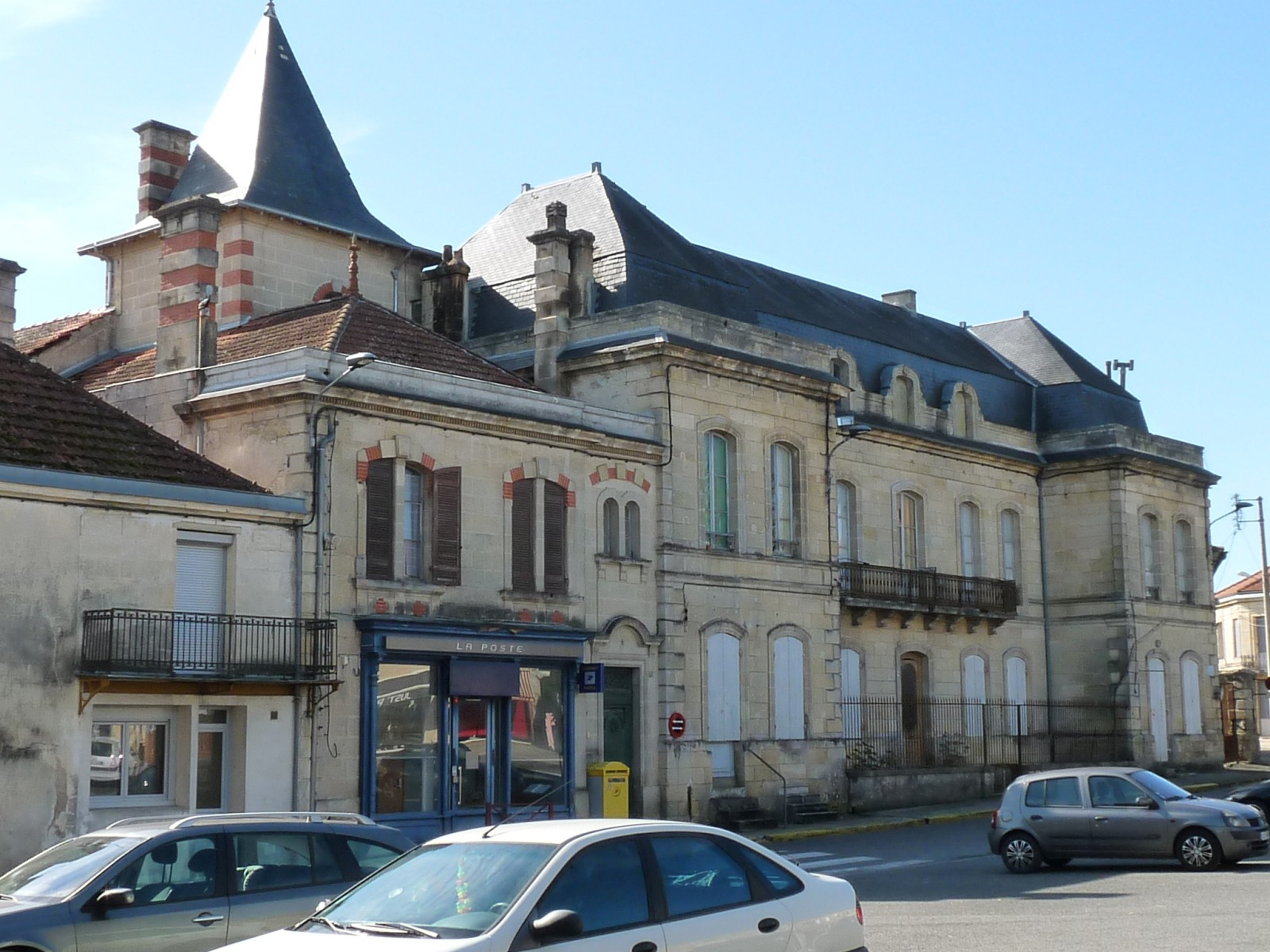
La poste
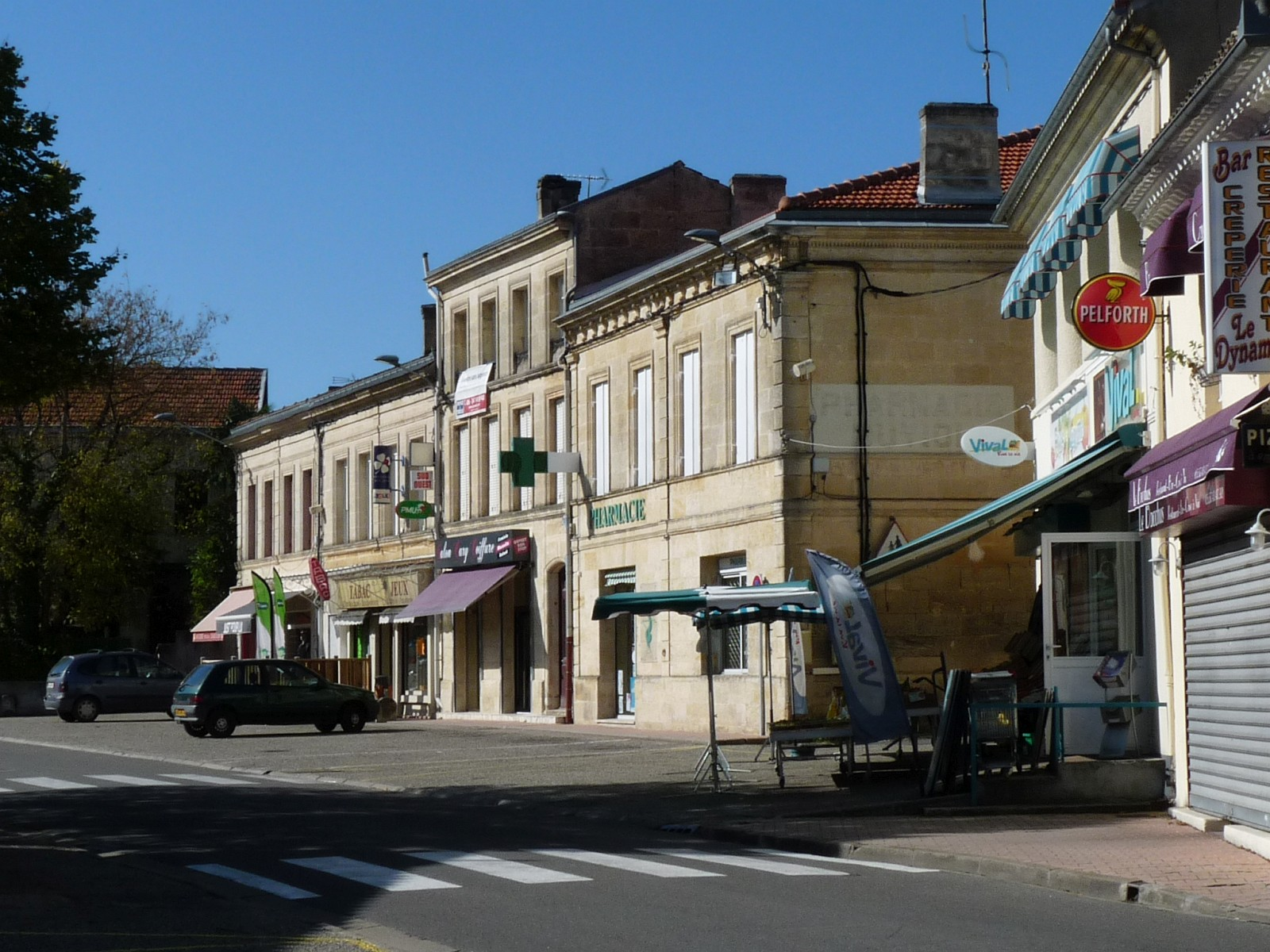
Place de l'Église et magasins

## Lieux et monuments

### Patrimoine religieux
- L'église paroissiale Saint-Christoly date des XIIe et XVe siècles. Elle est inscrite monument historique depuis 1926[29].
- Colonne à la Vierge à l'Enfant du XIXe siècle, devant l'église.

### Patrimoine civil
- Le château Bavoliers appartient au conseil départemental de la Gironde.

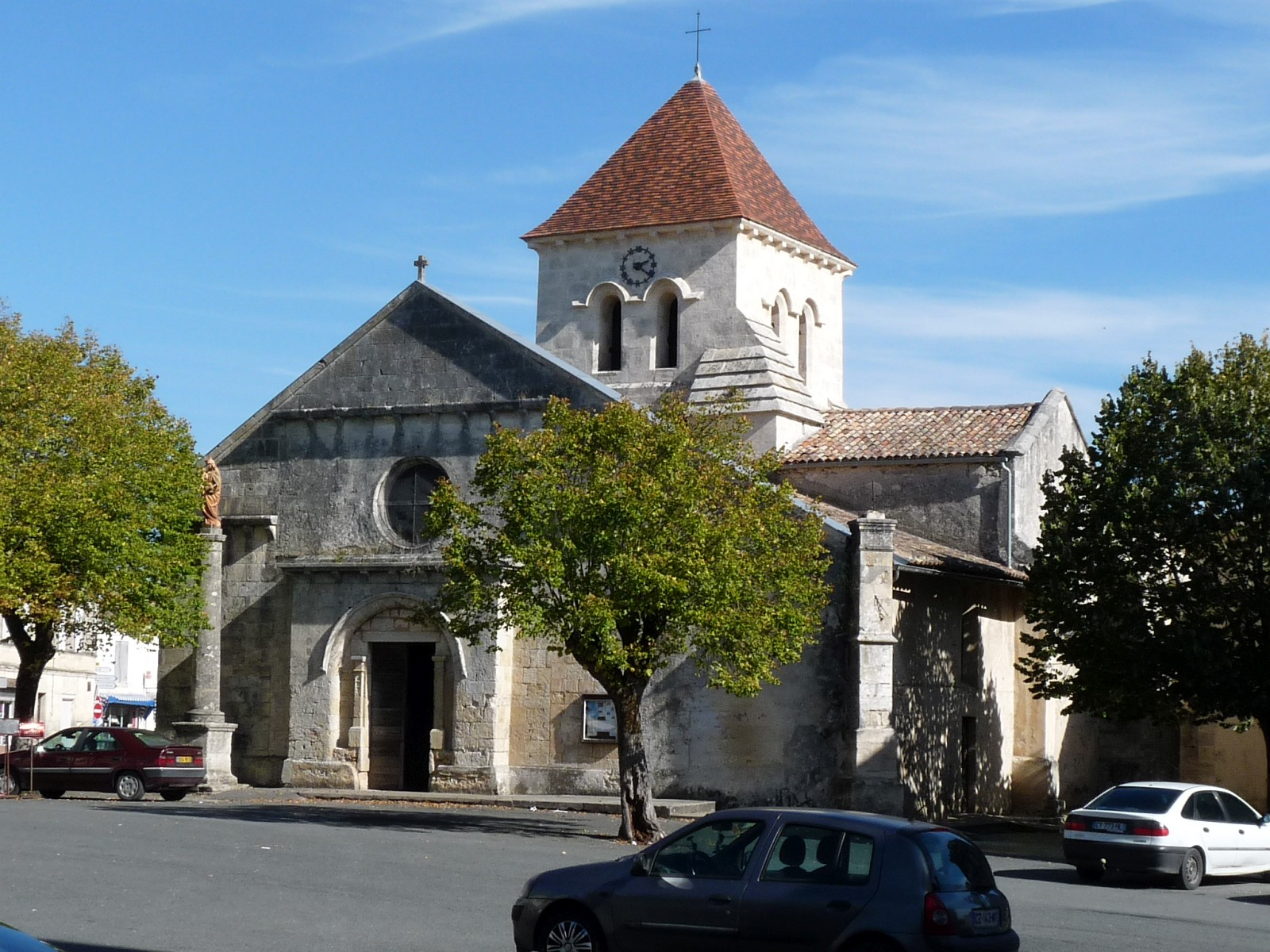
L'église Saint-Christoly
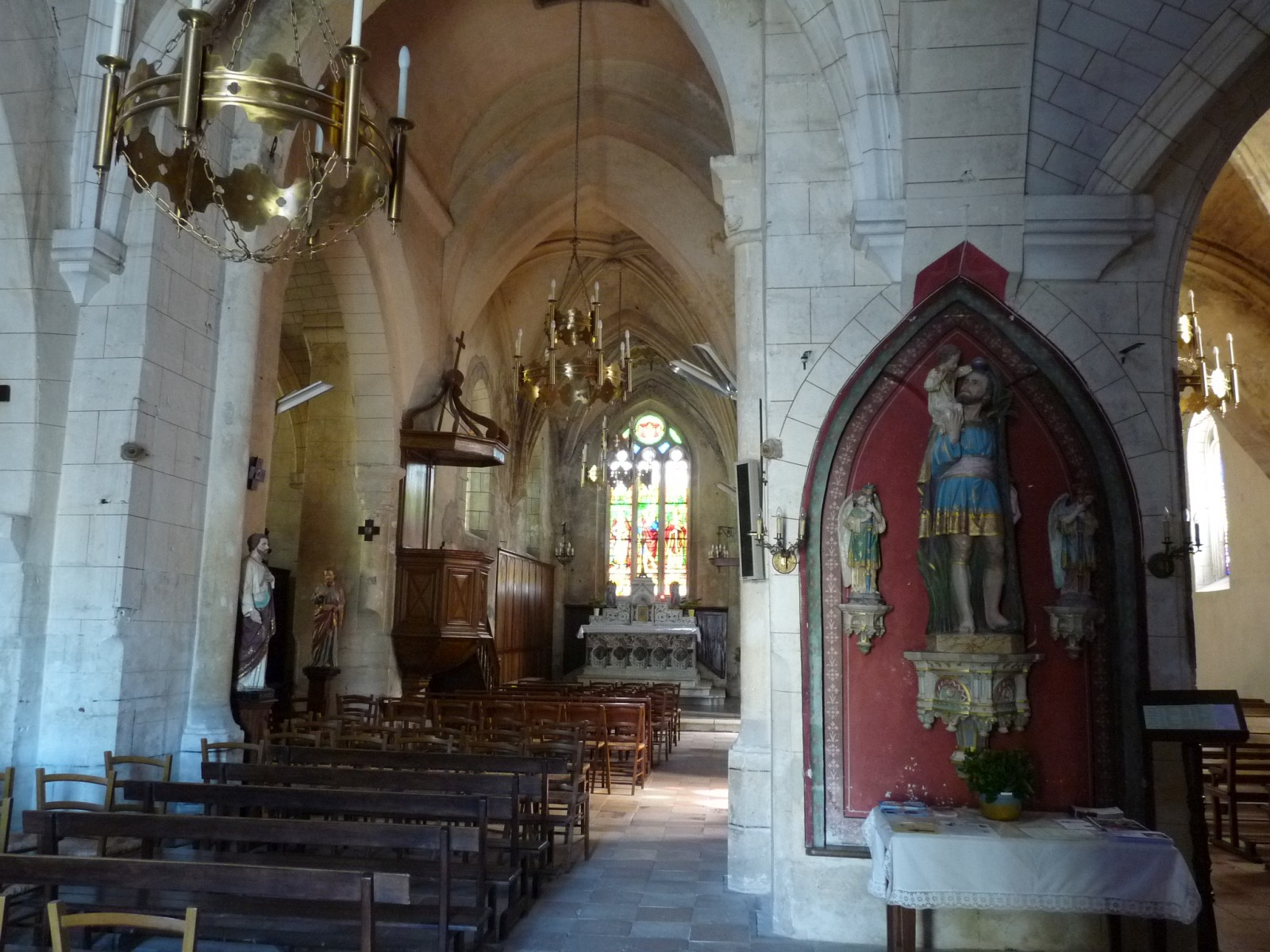
L'intérieur de l'église
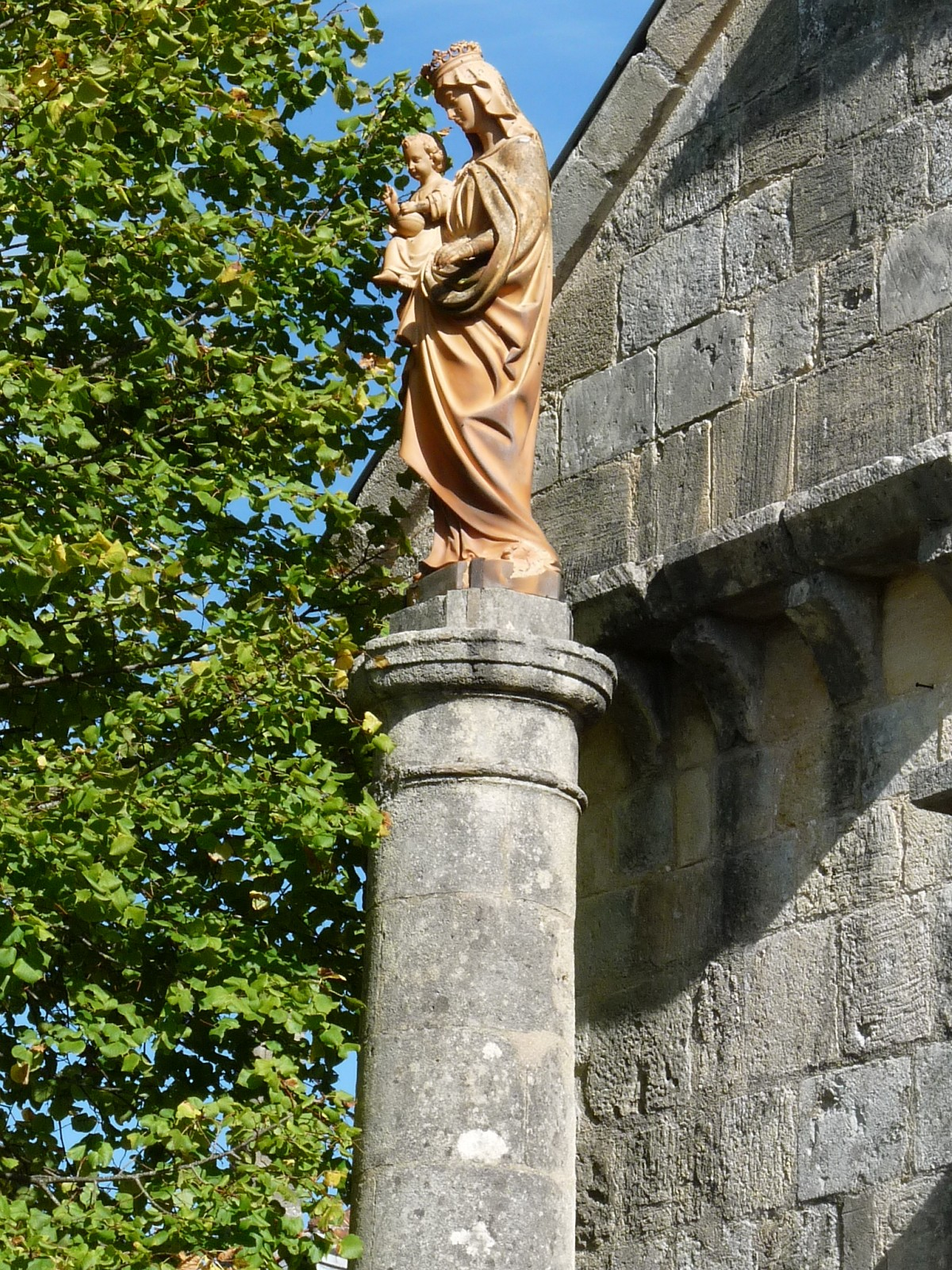
Colonne de la Vierge à l'Enfant
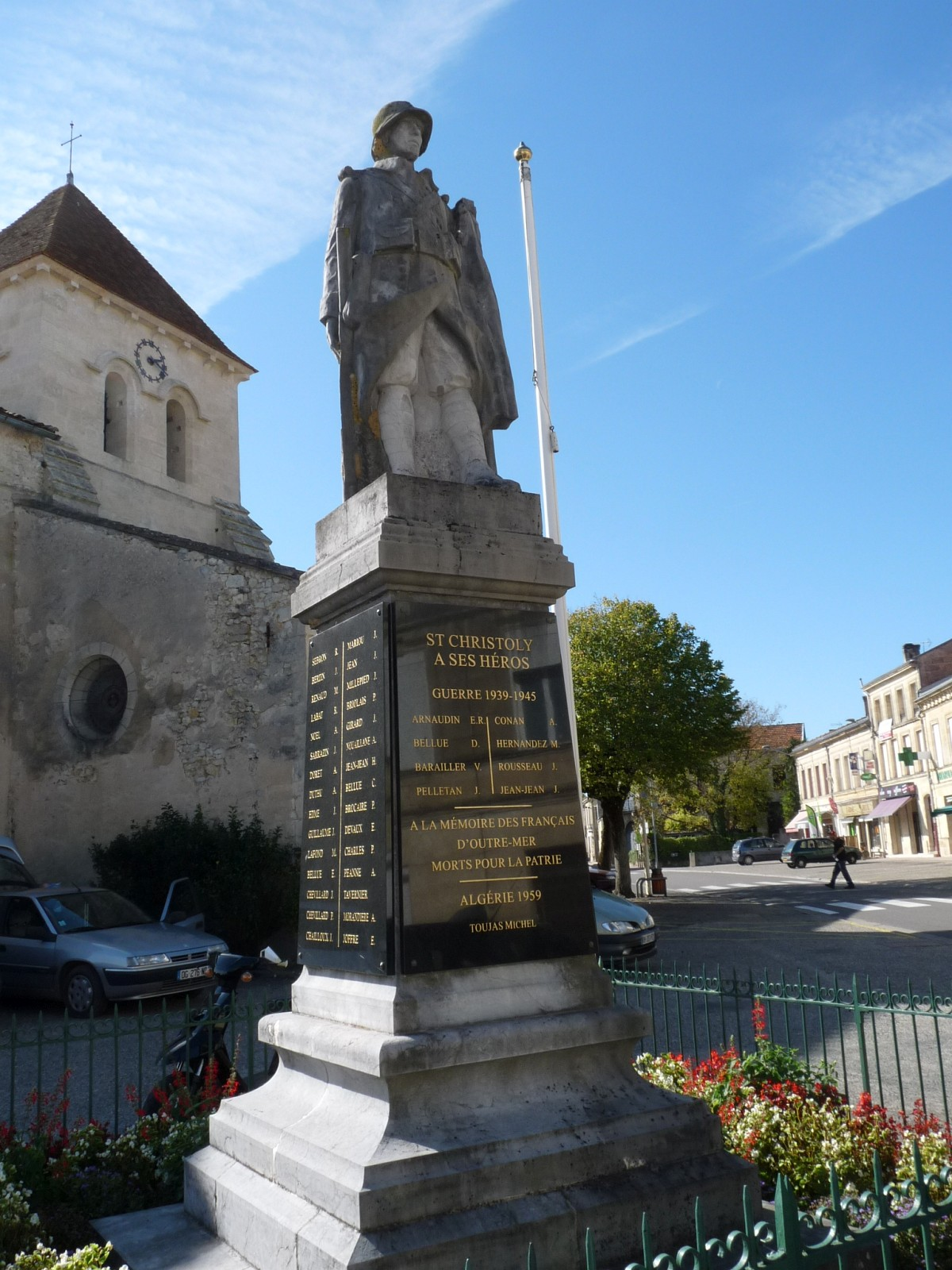
Monument aux morts
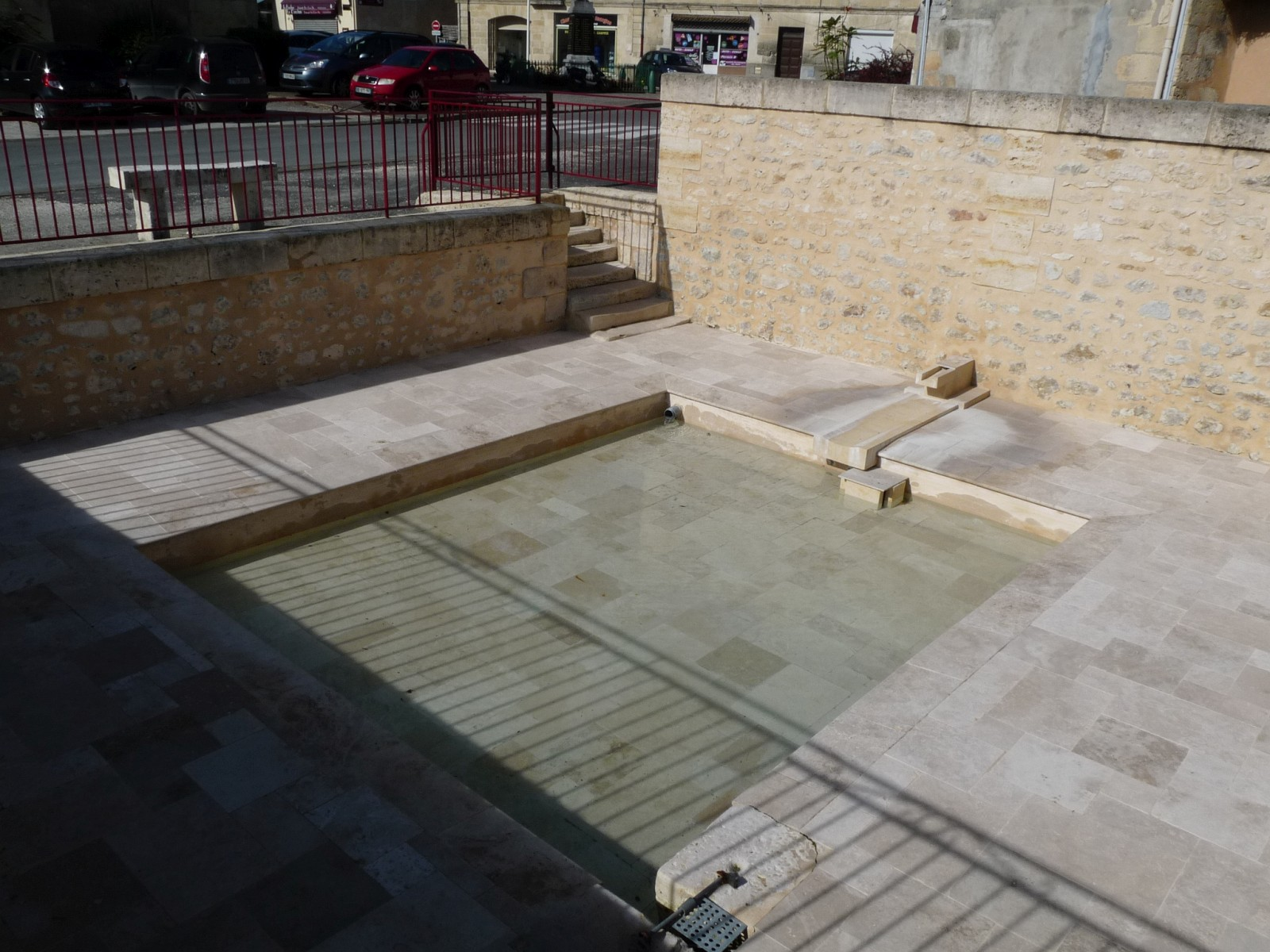
Ancien lavoir transformé en bassin ornemental

## Personnalités liées à la commune
- Jean-Baptiste Delage, né à Saint-Christoly-en-Blayois, ecclésiastique, député aux États généraux de 1789.
- Mireille Calmel (1964-), écrivain, réside dans la commune.